# Buguey
Buguey é um município de  terceira classe de renda municipal (d) na província Cagayan, nas Filipinas. De acordo com o censo de 1 de maio  de  2020 possui uma população de 32 148 pessoas e 7 658 domicílios.